# Мемориальный парк Гринвуд
Мемориа́льный парк Гри́нвуд (англ. Greenwood Memorial Park) — кладбище на северо-западе США, расположенное в Рентоне (штат Вашингтон), пригороде к юго-востоку от Сиэтла. Площадь кладбища составляет ≈4000 гектаров (≈40 акров). Парк известен как место упокоения рок-гитариста Джими Хендрикса (1942—1970), уроженца Сиэтла. Ежегодно его мемориал посещают более 15 000 фанатов.

## История
Мемориальный парк Гринвуд был основан в 1910 году. Мероприятия по захоронению ведёт похоронное бюро Dignity Memorial, открытое в 1984 году на месте кладбища.